# スクランブルキューブ

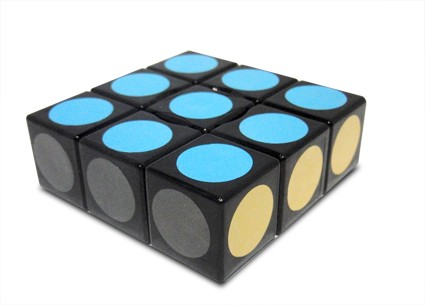
スクランブルキューブの元となった「スーパーフロッピーキューブ」（市販品とはデザインが異なる）

スクランブルキューブは、岡本勝彦の考案による立体パズルである。ルービックキューブの系統に属するメカニカルパズルであり、フロッピーキューブの発展形である。
「キューブ」という名前が付いているが、形状は立方体ではなく 1×3×3 の直方体である。

## 歴史
2009年、フロッピーキューブと同じく岡本勝彦によって製作された。岡本はこれを同年のパズルデザインコンペティションに「スーパーフロッピーキューブ」の名前で出品し、「審査員部門」「一般投票部門」の両方で優勝を果たした。
その後、名称を現在のものに、表面シールのデザインも丸から四角に変更した上で、2010年5月に幻冬舎エデュケーションより商品化された。
2019年には「ルービックフラット3×1」の名称でメガハウスから発売された。これは、スクランブルキューブと若干の違いがある。

## 特徴
フロッピーキューブの 1×3×3 の形状はそのままに回転軸が増えており、ある列を90度回転させたまま他の列を更に回せるため、形がどんどん変わってゆく。元の平らな形状に戻せたとしても、本来表に出ているべき面が隠れていたり、パリティの破れのためにフロッピーキューブでは有り得ない配置になったりと、難易度が上昇している。
とはいえ、これはフロッピーキューブと比較しての話であり、純粋にパズル単体としての難易度はさほど高くはない。フロッピーキューブともども初心者向けのパズルと言える。
パズルデザインコンペティションで高評価を受けたのは、フロッピーキューブ以上に「あり得ない」動きを実現した、優れた構造のアイディアゆえである。またシールのすぐ上を別のパーツが通過する構造上、シールが擦れて剥がれたりしないように、シールの部分だけ窪ませるなどの工夫も見られる。